# أد أسترا
أد أسترا (بالإنجليزية: Ad Astra)‏ فيلم ملحمي خيال علمي إثارة من إخراج جيمس جراي وتأليف جيمس وإيثان جروس.الفيلم من بطولة براد بيت ،تومي لي جونز،روث نيجا ،دونالد سثرلاند ،جيمي كينيدي. ويحكي عن رائد فضاء يذهب إلى الفضاء بحثاً عن والده المفقود، الذي تهدد تجربته النظام الشمسي.

## ملخص الفيلم
في المستقبل القريب، يُضرب النظام الشمسي بواسطة عواصف قوية من مصدر غير معلوم، مما يهدد مستقبل الحياة البشرية. بعد نجاته من حادث وقع على هوائي فضائي هائل الارتفاع نتج عن إحدى تلك العواصف، يتم إبلاغ الرائد روي ماكبرايد ابن رائد الفضاء المشهور كليفورد ماكبرايد بواسطة شركة يو إس سبيس كوماند (سبيسكوم)، وهي فرع القوات المسلحة للولايات المتحدة الأمريكية والذي يعمل بالفضاء، بأن مصدر تلك العواصف هو قاعدة «مشروع ليما». مشروع ليما تم إرساله قبل حوالي ستة وعشرين عامًا للبحث عن حياة ذكية من أبعد المناطق في النظام الشمسي تحت قيادة كليفورد ماكبرايد (الأب)، والذي إختفى قبل ستة عشر عامًا في مداره حول كوكب نبتون. يُبلغ ضابط شركة سبيسكوم روي بأنهم يعتقدون أن كليفورد ربما لا يزال على قيد الحياة، وأنه مكلف بمهمة للسفر إلى المريخ لمحاولة إقامة اتصال معه. يقبل روي المهمة، وينضم إليه شريك قديم لوالده، العقيد برويت.

## التصوير
بدأ التصوير المبدئي للفيلم في منتصف أغسطس 2017 في سانتا كلاريتا،كاليفورنيا.

## عرض الفيلم
كان من المقرر عرض الفيلم يوم 11 يناير 2019 لكن تقرر تأجيل الفيلم إلى يوم 24 مايو 2019.

## روابط خارجية
- أد أسترا على موقع IMDb (الإنجليزية)
- أد أسترا على موقع ميتاكريتيك (الإنجليزية)
- أد أسترا على موقع روتن توميتوز (الإنجليزية)
- أد أسترا على موقع قاعدة بيانات الأفلام العربية
- أد أسترا على موقع ألو سيني (الفرنسية)
- أد أسترا على موقع Turner Classic Movies (الإنجليزية)
- أد أسترا على موقع أول موفي (الإنجليزية)
- أد أسترا على موقع بوكس أوفيس موجو (الإنجليزية)
- أد أسترا على موقع فيلمافينيتي (الإسبانية)
- أد أسترا على موقع قاعدة بيانات الأفلام السويدية (السويدية)